# Valea Șesii (Lupșa), Alba
Valea Șesii este un sat în comuna Lupșa din județul Alba, Transilvania, România.
Localitatea nu apare pe Harta Iosefină a Transilvaniei din 1769-1773 (Sectio 122).

## Dezastrul ecologic
Sterilul exploatarii de cupru de la Rosia Poieni este deversat în valea Șesii. Întreaga suprafață a satului Geamăna este acoperită de steril.